# اهراسن (أجدير)
اهراسن هي إحدى مشيخات المملكة المغربية، تتبع جغرافيا لإقليم تازة وإداريًا لأجدير. يقدر عدد سكانها بـ 3177 نسمة حسب الإحصاء الرسمي للسكان والسكنى لسنة 2004.